# Grubišno Polje durante la Segunda Guerra Mundial
La localidad de Grubišno Polje se encuentra a 125 km al este de la capital croata, Zagreb. Durante la Segunda Guerra Mundial fue sede de violencia interétnica y de intensa actividad de los partisanos yugoslavos en las afueras. Sus habitantes estuvieron divididos mayormente entre Partisanos y Ustaša, a los que se les debían sumar las tropas de ocupación alemanas. 
Hasta agosto de 1944 se mantuvo leal a las autoridades del Estado Independiente de Croacia (NDH) cuando fue ocupado por tropas partisanas. El 15 de enero de 1945, la localidad es recuperada por tropas del Eje en el marco de una ofensiva general. Cae definitivamente en manos Yugoslavas el 30 de abril de 1945.

## Situación poblacional
De acuerdo con el censo de 1931, último antes de la Segunda Guerra Mundial, su población era de 2262 personas, mientras que la totalidad del distrito era de 24.179. Éste se dividía, hasta 1941, en tres municipalidades: Grubišno Polje; Ivanovo Selo y Veliki Grđevac. Su composición étnica era de un 52% de serbios y un 46% de croatas siendo el resto checoslovacos, italianos, alemanes y húngaros. La relación entre serbios y croatas no era buena antes ni durante la guerra debido a la prédica nacionalista de distintos sectores políticos.
Antes de la ocupación del país por parte de los alemanes, solo había unos pocos Ustaša en Grubišno Polje, en la Sociedad de "Héroes Croatas" y en las filas del antiguo Partido Croata de los Derechos. Dadas las condiciones tales como la capitulación, la presencia de las unidades invasoras, el apoyo total del aparato anterior y la dirección del Partido Campesino Croata (HSS), esa minoría fue suficiente para asegurar el establecimiento de las autoridades Ustaša en Grubišno Polje. Además, en casi todos los pueblos existían individuos y grupos más pequeños de Ustaša armados. Inmediatamente después del establecimiento del NDH, se establecen los Ustaša en los municipios y en los pueblos de Gornja Rašenica, Velika Peratovica, Lončarica, Topolovica, Zrinska, Veliki Grđevac, Veliki Barna , Veliki Zdenci, Djakovac y Turčević Polje.
Antes de la invasión alemana, una parte de los croatas simpatizaba con el Partido Campesino Croata (HSS). Inmediatamente luego del establecimiento del NDH, muchos de ellos pasan a integrar movimiento fascista croata. Sin embargo, cuando comenzó la masacre de serbios, su persecución y su emigración compulsiva a Serbia, muchos croatas, checos y húngaros condenaron enérgicamente a los invasores y al gobierno Ustaša, a ocultar a los perseguidos y sus propiedades. Los procedimientos de Ustaša fueron condenados por muchos croatas, así como por miembros de otras nacionalidades. Por lo tanto, el movimiento Ustaša en Grubišno Polje nunca pudo tener una base firme. Por ello, muchos de los primeros de sus integrantes de ese movimiento extremista provinieron de otras partes del país.
En Croacia, la principal oposición fue del Partido Comunista. En 1939, su influencia en el distrito de Grubišno era muy pequeña pero, desde las primeras masacres, comenzaron las simpatías por ellos.

## Invasión y ocupación alemana
El 6 de abril de 1941 se inició una ofensiva combinada (Operación 25) de Alemania, Italia, el Reino de Bulgaria y el Reino de Hungría contra el Reino de Yugoslavia. A las 1930 hs del 10 de abril, los tanques de la 14.ª División Panzer llegaron a las afueras de Zagreb. Cuando la división ingresó a la ciudad desde el noreste, fue acogida por una población proalemana muy animada. Más de 15.000 prisioneros fueron tomados en la ciudad. El 11 de abril, el recién formado gobierno croata (Ustaša) pidió a sus ciudadanos que cesaran los combates.
Unos noventa kilómetros al sudeste de Zagreb, el 7 de abril, el Regimiento de Infantería Yugoslavo 108 (Bjelovar) (dependiente de la 40.ª División de Bjelovar), se sublevó en Veliki Grđevac cuando marchaba al combate a Virovitica. Al día siguiente, el regimiento ingresó a Bjelovar y se subordinó a la autoridad local posibilitando que éstas proclamaran el Estado Independiente de Croacia ese 8 de abril. La situación motivó la presencia de desertores y desbandados, armados, en todos los alrededores.
Las fuerzas que se establecieron en Grubišno, después de la capitulación (abril-mayo de 1941), eran:
- Dos estaciones de Gendarmería de las Deutsche Mannschaft (Yugoslavos de etnia alemana).
- Un Grupo de artillería (alemanes). 350 miembros.
- 120-140 Ustaša.
- 40-50 de otras organizaciones.

Todo esto en total hace 500-600 hombres armados. Este número se reduce a fines de mayo, debido a la partida de los alemanes al Frente Oriental, pero se incrementa de inmediato con la llegada de Ustaša procedentes de Bosnia.
Después del establecimiento del NDH, los Ustaša gobernaron el territorio de Croacia y de Bosnia. En los tres municipios del distrito, los alcaldes fueron removidos. A partir de entonces, los judíos recibieron la orden de usar una banda amarilla con una estrella en el brazo, los funcionarios serbios fue despedidos y la burocracia prestó juramento al Estado Independiente de Croacia y su líder, Ante Pavlić.
Los serbios pasaron a ser amenazados por radio y periódicos. En abril de 1941, los Ustaša ordenaron la migración forzada de serbios del distrito de Grubišno Polje a Serbia. Primero lo fueron las familias de los campesinos más ricos, políticamente prominentes. 
El 26 de abril de 1941, aduciendo una rebelión serbia, alrededor de 120 Ustaša croatas llegaron a Grubisno procedentes de Zagreb. Ese día y el siguiente arrestaron a 504 serbios que fueron trasladados inicialmente a Zagreb y luego al campo de concentración de Dánica en Koprivnica. A fines de junio de 1941, fueron trasladados a Gospić (Lika) y luego al campo de concentración de Slana en la isla de Pag. Durante julio, 487 de ellos fueron asesinados en el complejo de los campamentos Ustaša de Gospić-Jadovno-Pag.
Luego de la invasión de 1941, los pobladores serbios de la ciudad no sabían cómo responder al terror de una manera diferente a probar que no eran culpables. Cuando vieron que eso no ayudaba, comenzaron a huir por la noche en los bosques cercanos. Hubo muchos casos en que se escondían en la noche con sus amigos croatas y con frecuencia se salvaban del asesinato o la detención. Cuando los croatas, checos y húngaros vieron lo que estaban haciendo los Ustaša, comenzaron a estar más abiertos a atacar el terror.

## Levantamiento comunista contra las fuerzas alemanas y Ustaša

### Eslavonia
Debido a las circunstancias dramáticas y trágicas de 1941, Eslavonia comenzó a desarrollar un levantamiento que en ese momento no alcanzó a ser masivo como en otras partes de Croacia (Lika, Kordun y Banija). El Movimiento de Liberación Popular bajo el liderazgo del Partido Comunista Yugoslavo y el Partido Comunista Croata, comenzó gradualmente su organización en julio de 1941. Hasta 1942, no había una estructura política y militar unificada en la región.
En términos políticos y de identidades nacionales, Eslavonia, antes de la Segunda Guerra Mundial, fue una de las partes más sensibles de Croacia y Yugoslavia debido a su ubicación, a la estructura étnica, social y religiosa de la población y a su politización (en particular el campesinado). Según el Anuario estadístico del Reino de Yugoslavia, en Eslavonia, en 1940, la estructura nacional y social era muy diversificada. Había 884.000 habitantes en la región, de los cuales 480.000 eran serbios, 206.000 croatas, 50.000 húngaros, checos 36.000, eslovacos 8.000, ucranianos 5.000, rusos 4.000, polacos 3.000, Roma 10.000, judíos 7.000 e italianos 2.000. El mayor número (73%), se dedicaba a la agricultura mientras que en la industria de la madera había alrededor del 14,5% de los empleados.
Un importante factor determinante de la situación política en la región antes de la Guerra fue el conflicto entre el nacionalismo serbio y el croata. El último estaba en franco crecimiento desde 1935. La influencia política dominante en la región era el Partido Campesino Croata (HSS), cuyo programa básico de orientación y plataforma política se basaba en el nacionalismo croata, la lucha por la secesión de Yugoslavia y la creación de un estado croata independiente como el ideal más alto de los croatas.
Después del Acuerdo Cvetkovic-Maček en 1939, todas las autoridades de la Banovina Croata pasaron gradualmente a las manos del HSS a través de la administración del distrito, los tribunales, las escuelas y la policía. Para fortalecer más su poder político, HSS inició la formación de paramilitares llamados "Protección Campesina Croata". Por un tiempo, esa organización reunió a unas 200.000 personas bajo las armas con quienes se realizó el entrenamiento con un programa militar especial. En todas partes hubo un trabajo intensivo para llevar a cabo el levantamiento a fin de sacar a Croacia de Yugoslavia.
Hasta la invasión de abril de 1941, la estructura del Partido Comunista en la región estaba ampliamente difundida. Los centros más fuertes estaban en Slavonski Brod, Osijek, Nova Gradiška, Novska, Okučani, Pakrac y Daruvar. En Eslavonia tenía 120 células y 2.061 comunistas. Entonces, el Partido operaba a través del Sindicato de Trabajadores Unidos, organizaciones deportivas y sociedades cultural-artísticas.
La ubicación y la geografía regional tenía condiciones favorables para el desarrollo del levantamiento y la lucha armada. Una de las desventajas era la escasa ideologización lograda por el PCY. Las organizaciones del partido se sorprendieron por los hechos y la falta de preparación, que llevaron a la confusión, el desencanto, el miedo y la desmoralización. Nadie esperaba una persecución sin precedentes sobre los comunistas, los serbios, los judíos y los gitanos. El temor reinó entre los miembros.
Sin embargo, la situación no era la misma en todas partes. Mientras los comunistas iniciaron las trabajos para el levantamiento a poco de la invasión en Slavonski Brod, Banova Jaruga, Novska, Okučani, Pakrac, Daruvar, Grubišno Polje, Orahovic, Osijek y Slatinski Drenovac, no había condiciones para un levantamiento en otros distritos.
En la Conferencia del Partido local en Banova Jaruga (con la presencia del 2.º Secretario del PC Croata Rade Končar), el 18 de junio de 1941 se discutieron los preparativos para el levantamiento armado y se decidió comenzar con las acciones de sabotaje. El 22 de junio de 1941 (día del inicio de la invasión alemana a la URSS), en la aldea de Tomica, cerca de Slavonski Brod, una nueva conferencia regional tuvo lugar en la cual Rade Končar en el cual se dan directrices para preparar el levantamiento armado. Similar conferencia es lleva a cabo en Kusonje (Pakrac), el mismo día.
El 4 de julio, el Partido Comunista Yugoslavo llamó al levantamiento general en Yugoslavia. Cuatro días después se formó el primer destacamento partisano de 25 miembros en el bosque de Cerovac, cerca de Slavonski Brod, integrado por serbios y croatas.
En octubre ya se habían formado 14 grupos partisanos que cubrían Eslavonia desde la aldea Bobota cerca de Vukovar hasta Banova Jaruga en la frontera occidental de Eslavonia. A la cabeza de estos grupos, por regla general, había comunistas, pero la mayoría de sus miembros consistía en campesinos. De los 14 grupos, cuatro estaban formados por campesinos de Papuk y Bilogora. No había miembros del Partido, pero no se opusieron a los comunistas aunque aceptaron la plataforma política del Partido Comunista de Yugoslavia.
En Eslavonia occidental, los primeros grupos partisanos se formaron en las partes orientales de los distritos de Chora, Novi Sad, Pakrac y Daruvar. Luego, alrededor de Kruševo, Gornj Vrhovac, Bučje, Šehovice, Gornji Borak, Klisa, Cremošnjak, Mala y Velika Peratovica, Duboka, Gazija, Orahovica, Slatinski Drenovc y la aldea de Boboti en Eslavonia Oriental.
La predisposición de la población serbia para luchar contra las autoridades del NDH y los alemanes era masiva desde el inicio de la guerra. Esta determinación tuvo impacto en la población croata en cuanto a evitar optar por el movimiento Ustaša.
A fines de 1941, se llevaron a cabo ataques contra edificios públicos: edificios municipales, estaciones de gendarmería, estaciones de ferrocarril, guardia militar, etc aunque la actividad principal se guía siendo la propaganda. El Consejo Militar en Brusnik (Pakrac), del 25 y 26 de diciembre de 1941 resuelve crear el 1.er Batallón Partisano de Eslavonia unificando estructuras menores de combate ya existentes.

### Distrito de Grubišno Polje
Ante el temor provocado por la deportación (al igual que otras que se sucedían en el resto de Croacia), fundamentalmente sobre la minoría serbia y la matanza de abril, las rebeliones fueron totalmente desalentadas. 
Sin embargo, el 6 de agosto de 1941, cuando los Ustaša comenzaron a expulsar a los serbios de Mali Grđevac, Gedeon Bogdanović - Geco (antiguo suboficial del Ejército Real Yugoslavo) se unió a otros tres hombres de Mali Grđevac determinado a luchas contra los ocupantes y sus colaboradores. Así, se formó el primer grupo armado en la región de Bilogora. El 27 de enero de 1942, su casa en Turčević Polje es rodeada por los Ustaša por lo que debe combatir para escapar.
El 1 de abril de 1942, se formó la Compañía Partisana Bilogora cuyo comandante fue Bogdanović. Desde su inicio hasta la mitad de julio de 1942, la Compañía Bilogora expulsó los Ustaša los territorios de Kotor y Grubišno Polje Sin embargo, los baluartes Ustaša de Grubisno Polje, Veliki Grđevac y Veliki Zdenci en el sur no se incluyeron, y Virovitica en el norte.
A principios de agosto de 1942, la compañía contaba con 105 personas organizadas en tres secciones. A mediados de año, tras la formación de la Duodécima Brigada Eslavonia, fue nombrado comandante de su Segundo Batallón

## Brigadas Partisanas
El resultado de las conferencias de Slavonski Brod y de Banova Jaruga de junio de 1941 fue la formación de los primeros grupos armados en Eslavonia. Desde el Primer Batallón de Eslavonia, formado el 23 de diciembre de 1941 en Brusnik, hasta septiembre de 1944, se formaron 10 brigadas, divididas en 3 divisiones, y se formó un cuerpo en Eslavonia.
|                                                                              | Fecha de Formación       | Lugar de Formación                                |
| ---------------------------------------------------------------------------- | ------------------------ | ------------------------------------------------- |
| 12.ª Brigada Proletaria de Eslavonia (inicialmente como 1.ª Br de Eslavonia) | 11 de octubre de 1942    | Budići (próximo a Bučje, municipalidad de Pakrac) |
| 17.ª Brigada de Eslavonia                                                    | 30 de diciembre de 1942  | Voćin                                             |
| 18.ª Brigada de Eslavonia                                                    | 11 de febrero de 1943    | Mijači (Pakrac)                                   |
| 21.ª Brigada de Eslavonia                                                    | 17 de mayo de 1943       | Orljavac próximo Slavonska Požega                 |
| 4.ª Brigada de la 12.ª División de Eslavonia                                 | 20 de septiembre de 1944 | Dubovik (Podcrkavlje) (Podravska Slatina)         |
| 16.ª Brigada de Choque "Jože Vlahović"                                       | 30 de diciembre de 1942  | Daruvar                                           |
| 25.ª Brigada Brod                                                            | 29 de septiembre de 1943 | Orahovica                                         |
| Brigada Checoslovaca Jan Žiška                                               | 26 de octubre de 1943    | Bučje (Pakrac)                                    |
| Brigada Osjek                                                                | 1 de marzo de 1944       | Osjek                                             |
| Brigada Virovitica                                                           | 27 de agosto de 1944     | Vukosavljevica.                                   |

Estas brigadas, que combatieron en los alrededores de Grubišno, fueron incorporadas en tres divisiones:
- 12 División NOVJ (30 de diciembre de 1942).
- 28 División NOVJ (17 de mayo de 1943).
- 40 División de Eslavonia (15 de julio de 1944).

## Liberación de la ciudad de Grubišno Polje
Durante la mayor parte de la guerra no hubo frentes establecidos. Las brigadas arriba señaladas eran altamente móviles. Retenían terreno donde la geografía y la lealtad de los pobladores lo permitía. Normalmente ejecutaban el ataque a una aldea y se replegaban una vez que la situación táctica pasaba a estar en desventaja evitando así el aferramiento. En ese marco, fue atacado Grubišno Polje la noche del 27/28 de septiembre de 1942. La localidad estaba defendida por 400 Ustaša que resistieron el ataque. Este procedimiento cambiaría a partir de la segunda mitad de 1944.
Desde el inicio de la guerra, Grubišno era una localidad que se mantuvo leal al gobierno de Zagreb cambiando de mano por primera vez en agosto de 1944. Entonces, con el fin de cooperar con las unidades del 10.º Cuerpo Partisano (Zagreb) y liberarlos de la presión de las fuerzas alemanas y del NDH en Moslavina, el cuartel general del 6.º Cuerpo partisano decidió atacar y ocupar Grubišno Polje.
Los defensores de la localidad eran las compañías 1.ª y 2.ª del 2.º Batallón del 4.º Regimiento de Montaña (Daruvar) de la 4.ª Brigada de la Guardia Nacional Croata junto a 40 oficiales de policía, 32 soldados y gendarmes alemanes, 26 artilleros y otros miembros de la 1.ª División de Montaña "Ante Pavelic". Totalizaban aproximadamente 330 combatientes (según otra fuente, entre 400-500 soldados armados) El comandante del batallón fue capturado por la 40.ª División Eslavonia dos días antes del ataque a la ciudad. La defensa se organizó en dos líneas con apoyo del centro de la localidad, con un gran número de búnkeres, minas y barreras de alambre. El nudo de la defensa enemiga estaba en el centro del pueblo.
En el ataque a Grubišno Polje participó la Brigada Partisana 12 de la División 12 con 3 batallones manteniendo uno como reserva. El resto de las brigadas de la división, junto con al División 40, realizaron el cerco: la brigada Osijek en Veliki Zdenzi; Destacamento Daruvar al SE de Dorova Kosa; la Brigada Checoslovaca Jan Žiška en Rasenica; Destacamento Bilogora en Peratovica y la 16 Brigada en Velika Barna.
La operación ofensiva comenzó el 18 de agosto de 1944 a las 5 de la mañana. Los ingenieros despejaron los campos minados y los obstáculos. Después del primer ataque, los defensores abandonaron la primera línea de defensa y se retiraron a la otra, en el centro de Grubišno. En la otra línea, con el apoyo de artillería y fuego de morteros, los Ustaša dieron una feroz resistencia. Después de 4 horas de fuerte lucha, parte de las fuerzas defensoras decidieron romper en dirección a Veliki Zdenci y Daruvar. La otra parte fue capturada.
Los defensores tuvieron 319 miembros fuera de combate de los cuales 62 murieron mientras que 53 fueron heridos y 193 capturados (3 oficiales). Se capturó 2 cañones de 65 mm con 800 granadas de artillería, 16 ametralladoras, 1 mortero pesado con 20 granadas, 1 mortero ligero con 14 granadas, 22 carros, 171 rifles, 14 pistolas, 17500 cartuchos, 1 estación de radio, 3 motocicletas. Las pérdidas de la Brigada 12 fueron 3 muertos y 26 heridos.
Las tropas croatas que se encontraban en Veliki Zdenci se replegaron a Hercegovac hacia dónde atacó la 40 División dos días después.

## Ofensiva del Eje
Ante una ofensiva alemana / croata contra una penetración en su retaguarda desde Hungría ("cabeza de puente Virovitica") y después del ataque a las fuerzas del Eje en Stari Otrovanec, la División Partisana 40 partió de Podravina a Bilogora llegando el 13 de enero de 1945 a la línea Stari Grabovac - Grubišno Polje - Rašenica.
El centro de gravedad de la ofensiva para romper la línea yugoslava era Veliki Zdenci - Grubišno Polje - Virovitica - Barc. Durante el 12 de enero, la 18.ª brigada ocupó posiciones al este y al sur de Grubišno Polje. Partes de la 1.ª División SS Cosaca, la 1 División de Infantería Croata y la Brigada de Guardia Pavelic desde Banova Jaruga, Bjelovar y Pitomaca atacaron las posiciones yugoslavas del 10.º Cuerpo, 40.ª División y de la 12.ª Brigada de la 12 División.
El 15 de enero, los alemanes y croatas atacaron en la dirección Veliki Zdenci - Grubišno Polje. Aunque la 18.ª Brigada ejerció una resistencia firme, los alemanes lograron tomar Grubišno Polje
Para el 18 de enero, las fuerzas alemanas lograron dominar otros lugares pasando a estabilizar la línea en Pavlovac. - Veliki Grđevac - Velika Pisanica.

## Liberación definitiva de Grubišno Polje y los alrededores
Luego de la ruptura del Frente de Sirmia el 12 de abril de 1945, se inician las últimas ofensivas para derrotar definitivamente a las fuerzas alemanas y croatas y ocupar Zagreb. Después de la pérdida de Virovitica, Slavonski Brod y Banja Luka, las fuerzas alemanas y croatas apresuradamente prepararon una nueva defensa en la línea: el río Drava - río Ilova (se incluía a Grubišno Polje) - Pakračka Poljana - Novska - Jasenovac - río Una, en lo que se denominó Frente del Ilova. Su intención era aferrar fuerzas y permitir su retirada en dirección a Austria. Todas las fuerzas fueron colocadas bajo comando único: cuatro divisiones alemanas y cinco croatas (Ustaša / Guardia Nacional Croata) y una brigada alemana y en la reserva de la 7.ª División de Montaña SS Prinz Eugen. El 25 se inicia la última ofensiva por parte del 1.er Ejército Yugoslavo.
El 26 de abril el Grupo de Ejércitos 21 de a Wehrmcht se encontraba siguiente despliegue: 15.º Cuerpo SS Cosaco en sector río Drava - Radotic; 11.ª División de Infantería en Gradina - Bogaz - Zrinska; la 22 Volksgrenadier-Division (de Zrinska a Grubišno Polje), 369.ª División Legionaria y la 1.ª División del Ejército Croata (sobre río Ilova, desde Veliki Zdenci a Tomašica), 7.ª y 9.ª Divisiones Croatas (desde Tomašica a Veliko Vukovje), 181.ª División (desde Marino Selo a Janj y Lipa), la 3.er DIvisión del Ejército Croata (de Janja Lipa a Novi Grabovac), 41.ª División (de Novi Grabovac a Veliki Strug) y la Brigada de Fortalezas »Kloc« (desde Veliki Strug a Jasenovac). En Novska, estaba la 7.ª División de Montaña SS que el 25 de abril fue enviada al este de Kutina. En el área de Bjelovar estaba la 3.ª División del Ejército Croata mientras que la 8.ª y 17.ª se encontraban a retaguardia del cuerpo.
Luego de la liberación de Slavonski Brod y de Požega, el Primer Ejército (denominación de nivel táctico para una agrupación de cuerpos ejército en un mismo sector) Yugoslavo recibió la orden de continuar hacia Zagreb con dos direcciones: la norte Pakrac, Garešnica - Čazma y la sur Slavonski Brod - Nova Gradiška - Kutina - Dugo Selo. La dirección norte marcharía por el distrito de Grubišno Polje donde los defensores habían ocupado el frente del río Ilova.
En el sector de Grubišno se ubicaron las siguientes grandes Unidades Yugoslavas (3.er Ejército al norte de Poljani y el 1.er Ejército al sur) entre el 25 y 26 de abril:
- 3.er Ejército: 51.ª División en el sector de Stari Gradac; 33.ª División en la región de Gremušinski; 32.ª División en Brzaje; 16.ª División en el área Šibenik; 12.ª División entre Mali Grđevac y Grubišno Polje; 40.ª División en Grubišno Polje y Marino Selo; 36.ª División en Virovitica - Spišić-Bukovica como reserva.

- 1.er Ejército: 5.ª División en el sector Veliki y Mali Zdenci; 6.ª División Proletaria en Klokočevac - Tomašica; 48.ª División en Hrastovac - Uljanik; 42.ª División en Brekinska - Brezina; 1.ª División Proletaria en Kričke; 21.ª División en el área de Rajić y la 11.ª División en la región de Lipik.[17]

Durante el 26 y 27 de abril, la 5.ª División forzó el río Ilova en Klokočevac formando una cabeza de puente mientras que las 42.ª y 48.ª continuaban combatiendo al este del río Ilova. Más al sur, la 6.ª División rompió hacia Zdenčac y atacó, sin éxito, Garešnica.
Por la noche 26/27 abril, las brigadas de la 40.ª División Partisana ocuparon las posiciones para atacar a Grubišno Polje. El 27 se inició el ataque sin éxito. Ninguno de los dos contraataques del enemigo, llevado a cabo el 29 de abril, ayudaron a intentar mantener la localidad aunque causaron graves pérdidas. Un nuevo ataque comenzó a las 19 horas del 30 de abril.
El 1 de mayo, la 36.ª División atacó a través de las 51.ª y 33.ª hacia Budrovac. Simultáneamente, la 16.ª liberó Zrinska, Bubanj y Novi Rac. En ese contexto, la 40.ª División ingresó a Grubišno Polje que es abandonada sin combatir por la amenaza de los defensores a ser rodeados. Esa noche, las tropas que defendían Grubišno se retiraron a Bjelovar bajo persecución.
Posteriormente, la 40.ª División continuó hacia Velika Pisanica - Veliki Grđevac luego que la 22.ª División alemana se retiró hacia Bjelovar.